# Scorpiurus (plante)
Genre

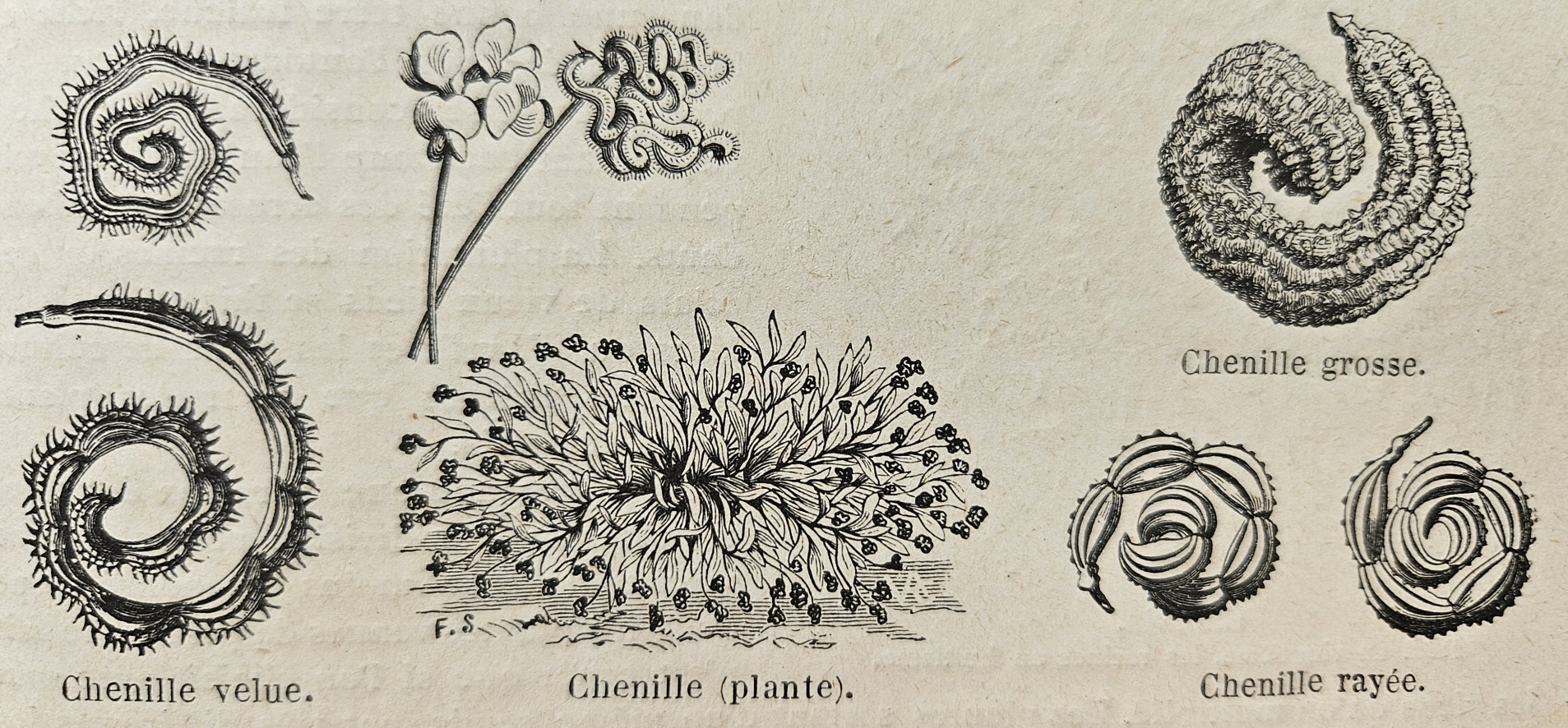
Illustrations de plusieurs "chenilles", gousses de Scorpiurus sp. dans Les plantes potagères Vilmorin 1925

Scorpiurus est un genre de plantes à fleurs dicotylédones de la famille des Fabaceae (légumineuses), sous-famille des Faboideae, originaire du bassin méditerranéen, du Proche-Orient et d'Afrique orientale, qui comprend trois espèces acceptées. 
Ce sont des plantes herbacées qui se rencontrent dans les maquis méditerranéens, les prairies et lieux perturbés.
Les feuilles et les gousses de Scorpiurus muricatus sont consommées comme garniture dans les salades.

## Étymologie
Le nom générique dérive de deux racines grecques : σκορπίος (scorpios), « scorpion » et οὐρά (oura), « queue », en référence à la forme de la gousse.

## Description
- D'après  Coste

Calice en cloche, à cinq dents, les deux supérieures soudées jusque près du sommet ; carène terminée en bec acuminé ; étamines  diadelphes, à filets les plus longs dilatés au sommet ; gousse contournée en spirale, munie de 8 cotes longitudinales, couvertes d’épine ou tubercules, à 3-5 articles cylindracés, arqués, se séparant à la maturité. 
Fleurs jaunes ou teintées de rouge, 1-4 sur des pédoncules axillaires ; feuilles simples, entières, atténuées à la base ; stipules soudées au pétiole par leur base ; plantes annuelles.

## Liste d'espèces
Selon The Plant List (21 décembre 2018) :
- Scorpiurus minimus Losinsk.
- Scorpiurus muricatus L.
- Scorpiurus vermiculatus L.